# 西爾萬鎮區 (密歇根州奧西歐拉縣)
西爾萬鎮區（英語：Sylvan Township）是位於美國密歇根州奧西歐拉縣的一個行政鎮區。

## 地方資料
西爾萬鎮區的面積為91.30平方千米，當中陸地面積為89.40平方千米，而水域面積為1.90平方千米。根據2020年美國人口普查的數據，當地共有人口967人，而人口密度為每平方千米10.59人。